# Marina Makropulu
Marina Makropulu, gr. Μαρίνα Μακροπούλου (z domu Pogorevici, ur. 3 grudnia 1960 w Ploeszti) – grecka szachistka i trener szachowy (FIDE Trainer od 2011) pochodzenia rumuńskiego, arcymistrzyni od 1982 roku.

## Kariera szachowa

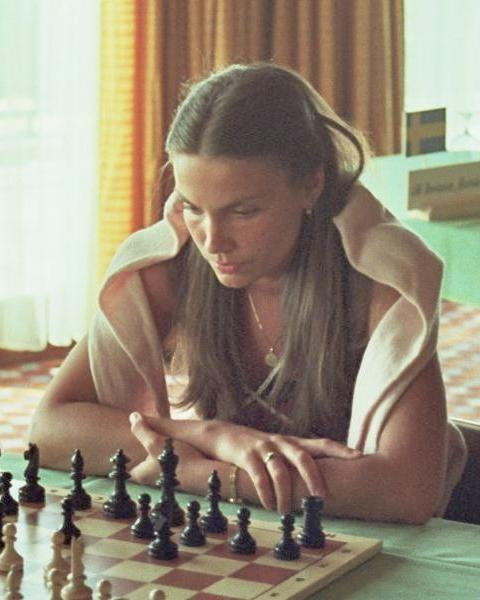
Marina Makropulu,
Bad Kissingen 1982

W pierwszej połowie lat 80. XX wieku należała do ścisłej czołówki rumuńskich szachistek, trzykrotnie zdobywając medale indywidualnych mistrzostw Rumunii (złoty – 1984 oraz dwa brązowe – 1980, 1983). W 1981 r, odniosła duży sukces, zwyciężając w rozegranym w Bydgoszczy turnieju strefowym i zdobywając awans do turnieju międzystrefowego w Bad Kissingen (1982), w którym zajęła VII miejsce. Również w 1982 r. jedyny raz w karierze wystąpiła w reprezentacji Rumunii na szachowej olimpiadzie w Lucernie, zdobywając dwa medale (srebrny wraz z drużyną oraz brązowy za indywidualny wynik na II szachownicy).
Od 1987 r. na arenie międzynarodowej reprezentuje Grecję. Pomiędzy 1988 a 2008 r. uczestniczyła we wszystkich w tym okresie rozegranych 11 szachowych olimpiadach (w tym dwukrotnie na I szachownicy), była również siedmiokrotną (w latach 1992–2007) reprezentantką kraju na drużynowych mistrzostwach Europy. Wielokrotnie startowała w finałach indywidualnych mistrzostw Grecji, ośmiokrotnie (1990, 1994, 1996, 1998, 1999, 2004, 2007, 2011) zdobywając złote medale.
W 1990 r. podzieliła I m. (wspólnie z Vesną Misanović, Suzaną Maksimović i Aną-Marią Botsari; w dogrywce samodzielnie zwyciężyła), zdobywając awans do rozegranego w tym samym roku w Kuala Lumpur turnieju międzystrefowego, w którym podzieliła XIII miejsce. Do jej innych sukcesów międzynarodowych należą m.in. czterokrotne zwycięstwa w turniejach Acropolis w Atenach (1982, 1987, 1988, 1991) oraz dz. I m. w kołowym turnieju w Guingamp (2005).
Najwyższy ranking w karierze osiągnęła 1 stycznia 1994 r., z wynikiem 2330 punktów zajmowała wówczas 1. miejsce wśród greckich szachistek.

## Życie prywatne
Matką Mariny Makropulu była rumuńska arcymistrzyni, Maria Albuleț.